# MaK G 321 B
Die MaK G 321 B sind dieselhydraulische Rangierlokomotiven des Herstellers Maschinenbau Kiel (MaK) für Werkbahnen.

## Geschichte
Die Lokomotiven wurden zwischen 1981 und 1993 produziert. Um den Preis niedrig zu halten, wurde die Bauform der Vorgängerbaureihe MaK G 320 B aus dem zweiten Typenprogramm übernommen. Lediglich ein neues Führerhaus wurde verwendet, nach 1987 wurden dann die übrigen Aufbauten an die neue Form angepasst. Insgesamt wurden 15 Exemplare dieser Bauart gebaut, davon acht mit den alten und sieben mit den neuen Aufbauten.
Alle Loks sind noch im Einsatz, Verwendung finden sie vorwiegend bei Hafenbahnen (Köln, Hamburg, Braunschweig, Rotterdam) und Werkbahnen einiger Unternehmen in der Auto- und Chemieindustrie.
Eine Übersicht über alle Lokomotiven:
| Besitzer                                   | Anzahl | Baujahr   |
| ------------------------------------------ | ------ | --------- |
| RheinCargo                                 | 2      | 1981/82   |
| Wetro Europoort B.V. (NL)                  | 1      | 1982      |
| HPA – Hamburg Port Authority               | 1      | 1982      |
| Evonik Degussa GmbH                        | 1      | 1983      |
| Hafenbetriebsgesellschaft Braunschweig mbH | 1      | 1983      |
| Adam Opel GmbH                             | 2      | 1984/85   |
| Societa Italiana Vetro S.p.A. (I)          | 1      | 1986      |
| Industrieterrains Düsseldorf-Reisholz AG   | 2      | 1987      |
| DOW Chemical Benelux B.V. (NL)             | 2      | 1988+1993 |
| VAE AG (AT)                                | 1      | 1991      |
| Saint-Gobain Rigips Austria GesmbH (AT)    | 1      | 1992      |
| Gesamt                                     | 15     |           |

## Technische Merkmale
Die Motoren der Firma KHD erreichen eine Leistung von 246 kW, womit bei einem Tankinhalt von 1.000 l eine maximale Geschwindigkeit von 22 bis 36 km/h (je nach Ausführung) erreicht wird.